# Сао Томе и Принсипе на Светском првенству у атлетици на отвореном 2017.
Сао Томе и Принсипе је учествовао на 16. Светском првенству у атлетици на отвореном 2017. одржаном у Лондону од 4. до 13. августа шеснаести пут, односно учествовао је на свим првенствима до данас. Репрезентацију Сао Томе и Принсипа представљала је 1 атлетичарка која се такмичила у трци на 100 метара.,
На овом првенству такмичарка Сао Томе и Принсипе није освојила ниједну медаљу али је оборила лични рекорд

## Учесници
Жене:
- Горете Семедо — 100 м

## Резултати

### Жене
| Атлетичар     | Дисциплина | Лични рекорд | Квалификације | Квалификације | Полуфинале            | Полуфинале            | Финале                | Финале       | Детаљи |
| Атлетичар     | Дисциплина | Лични рекорд | Резултат      | Место         | Резултат              | Место                 | Резултат              | Место        | Детаљи |
| ------------- | ---------- | ------------ | ------------- | ------------- | --------------------- | --------------------- | --------------------- | ------------ | ------ |
| Горете Семедо | 100 м      | 12,62        | 12,46 ЛР      | 7. гр. 5      | Није се квалификовала | Није се квалификовала | Није се квалификовала | 42 / 46 (57) |        |